# Кипер, Тилли
Тилли Кипер (англ. Tilly Keeper; род. в 1997) — британская актриса, наиболее известная своей ролью Луис Митчелл в мыльной опере BBC One «Жители Ист-Энда».

## Ранняя и личная жизнь
Родилась в Лондоне, в Англии. Её отец Питер Тилли является одним из авторов сатирического шоу «Вылитый». Также имеет двух старших братьев. Четырнадцать лет обучалась в D&B Academy of Performing Arts, где с 4 лет брала уроки балета перед тем как заключить контракт с агентством в возрасте 7 лет. Проживает вместе с родителями в Чизлхерсте, в графстве Кент, где посещала Bromley High School.

## Кинокарьера
Первым профессиональным опытом в актёрской карьере актрисы стало участие в мюзикле «Оливер!». С марта по июль 2009 года играла в труппе Sovereign’s team . В 2016 году дебютировала на телевидении, снявшись в одном эпизоде телесериала «Милли Инбитвин». В декабре 2015 года прошла кастинг на роль Луис Митчелл в мыльной опере «Жители Ист-Энда». Выход в эфир состоялся 15 января 2016 года. Снималась в рекламе бренда Oral-B и появилась в короткометражном фильме «Сука».

## Фильмография
| Год            | Название        | Роль         | Примечания      |
| -------------- | --------------- | ------------ | --------------- |
| 2016           | Милли Инбитвин  | Крисси       | 1 episode       |
| 2016-настоящее | Жители Ист-Энда | Луис Митчелл | Постоянная роль |

## Награды и номинации
| Год  | Премия          | Номинация          | Номинированная работа | Результат |
| ---- | --------------- | ------------------ | --------------------- | --------- |
| 2016 | TV Choice Award | Best Soap Newcomer | Жители Ист-Энда       | Ожидается |